# Peter Nielsen (1808–1900)
Johan Peter Ludvig Nielsen, född den 28 december 1808 i Köpenhamn, död den 13 april 1900 i Kristiania, var en dansk-norsk skådespelare.
Nielsen, som från 1830 spelade i norska landsorten, var 1839-1884 anställd vid Kristiania teater, där hans fantasifulla framställningar av bland andra Örnulf i Kämparna på Helgeland, bisp Nicolas i Kungsämnena och Knox i Bjørnstjerne Bjørnsons Maria Stuart blev populära hos såväl publik som kritik.